# Comba-ronda
Combaronda (en francès Combronde) és un municipi francès situat al departament del Puèi Domat i a la regió d'Alvèrnia-Roine-Alps. L'any 2007 tenia 1.940 habitants.

## Demografia

### Població
El 2007 la població de fet de Combronde era de 1.940 persones. Hi havia 809 famílies de les quals 252 eren unipersonals (85 homes vivint sols i 167 dones vivint soles), 228 parelles sense fills, 252 parelles amb fills i 77 famílies monoparentals amb fills.
La població ha evolucionat segons el següent gràfic:
Habitants censats

### Habitatges
El 2007 hi havia 967 habitatges, 832 eren l'habitatge principal de la família, 61 eren segones residències i 73 estaven desocupats. 820 eren cases i 142 eren apartaments. Dels 832 habitatges principals, 568 estaven ocupats pels seus propietaris, 239 estaven llogats i ocupats pels llogaters i 25 estaven cedits a títol gratuït; 5 tenien una cambra, 51 en tenien dues, 196 en tenien tres, 267 en tenien quatre i 313 en tenien cinc o més. 600 habitatges disposaven pel capbaix d'una plaça de pàrquing. A 360 habitatges hi havia un automòbil i a 367 n'hi havia dos o més.

### Piràmide de població
La piràmide de població per edats i sexe el 2009 era:
| Homes | Edats   | Dones |
| ----- | ------- | ----- |
| 0     | 95 o +  | 0     |
| 0     | 90 a 94 | 12    |
| 0     | 85 a 89 | 12    |
| 12    | 80 a 84 | 20    |
| 32    | 75 a 79 | 60    |
| 52    | 70 a 74 | 36    |
| 40    | 65 a 69 | 84    |
| 44    | 60 a 64 | 48    |
| 40    | 55 a 59 | 36    |
| 72    | 50 a 54 | 72    |
| 76    | 45 a 49 | 88    |
| 76    | 40 a 44 | 92    |
| 76    | 35 a 39 | 40    |
| 76    | 30 a 34 | 60    |
| 52    | 25 a 29 | 52    |
| 68    | 20 a 24 | 44    |
| 80    | 15 a 19 | 56    |
| 64    | 10 a 14 | 44    |
| 60    | 5 a 9   | 32    |
| 28    | 0 a 4   | 40    |

## Economia
El 2007 la població en edat de treballar era de 1.210 persones, 901 eren actives i 309 eren inactives. De les 901 persones actives 807 estaven ocupades (454 homes i 353 dones) i 95 estaven aturades (39 homes i 56 dones). De les 309 persones inactives 104 estaven jubilades, 95 estaven estudiant i 110 estaven classificades com a «altres inactius».

### Ingressos
El 2009 a Combronde hi havia 913 unitats fiscals que integraven 2.089 persones, la mediana anual d'ingressos fiscals per persona era de 17.249 €.

### Activitats econòmiques
Dels 119 establiments que hi havia el 2007, 2 eren d'empreses extractives, 7 d'empreses alimentàries, 1 d'una empresa de fabricació d'elements pel transport, 8 d'empreses de fabricació d'altres productes industrials, 17 d'empreses de construcció, 19 d'empreses de comerç i reparació d'automòbils, 4 d'empreses de transport, 3 d'empreses d'hostatgeria i restauració, 1 d'una empresa d'informació i comunicació, 2 d'empreses financeres, 3 d'empreses immobiliàries, 16 d'empreses de serveis, 25 d'entitats de l'administració pública i 11 d'empreses classificades com a «altres activitats de serveis».
Dels 38 establiments de servei als particulars que hi havia el 2009, 1 era una oficina d'administració d'Hisenda pública, 1 gendarmeria, 1 oficina de correu, 1 una oficina bancària, 4 tallers de reparació d'automòbils i de material agrícola, 1 autoescola, 6 paletes, 2 guixaires pintors, 4 fusteries, 2 lampisteries, 2 electricistes, 3 perruqueries, 2 veterinaris, 1 agència de treball temporal, 2 restaurants, 3 agències immobiliàries i 2 salons de bellesa.
Dels 9 establiments comercials que hi havia el 2009, 1 era un supermercat, 1 una botiga de més de 120 m², 1 una botiga de menys de 120 m², 4 fleques, 1 una carnisseria i 1 una floristeria.
L'any 2000 a Combronde hi havia 26 explotacions agrícoles que ocupaven un total de 950 hectàrees.

## Equipaments sanitaris i escolars
El 2009 hi havia 2 farmàcies i 1 ambulància.
El 2009 hi havia 1 escola maternal i 1 escola elemental.

## Poblacions més properes
El següent diagrama mostra les poblacions més properes.